# Baouraye Boukari
Baouraye Boukari (auch: Baoraré, Baouré Boukary) ist ein Dorf in der Landgemeinde Mazamni in Niger.

## Geographie
Das von einem traditionellen Ortsvorsteher (chef traditionnel) geleitete Dorf liegt rund zwölf Kilometer südwestlich des Hauptorts Mazamni der gleichnamigen Landgemeinde, die zum Departement Damagaram Takaya in der Region Zinder gehört. Zu weiteren Siedlungen in der Umgebung von Baouraye Boukari zählen Kassama im Nordwesten, Toumbala im Südwesten und Kirchia im Westen.
Es herrscht das Klima der Sahelzone vor, mit einer durchschnittlichen jährlichen Niederschlagsmenge zwischen 300 und 400 mm.

## Geschichte
Bei einer Untersuchung im Jahr 1990 wurde beim Befall mit der Saugwürmer-Art Schistosoma haematobium unter den 10- bis 13-Jährigen im Ort eine Prävalenz von 50 Prozent festgestellt.

## Bevölkerung
Bei der Volkszählung 2012 hatte Baouraye Boukari 1108 Einwohner, die in 135 Haushalten lebten. Bei der Volkszählung 2001 betrug die Einwohnerzahl 646 in 121 Haushalten.
Die Bevölkerungsdichte in diesem Gebiet ist mit über 100 Einwohnern je Quadratkilometer hoch.

## Wirtschaft und Infrastruktur
Das Gebiet der Ebenen im Süden der Region Zinder, in dem die Siedlung liegt, ist von einer anhaltenden Degradation der ackerbaulichen Flächen gekennzeichnet, die mit der hohen Bevölkerungsdichte in Zusammenhang steht. Etwa zweieinhalb Kilometer südwestlich von Baouraye Boukari erstreckt sich der Stausee der Toumbala-Talsperre, die der Bewässerung, Wasserversorgung und Viehwirtschaft dient. Es gibt eine Schule im Dorf.